# 汽水魚
汽水魚（きすいぎょ）とは、河口など淡水と海水が混じりあう箇所（汽水域）に生息する魚種である。日本本土での代表的な種としては、ボラ・スズキ・マハゼなどが挙げられる。

## 生態
河口域に定着し、海と河川を自由に往来する例外を除き、一般に完全な淡水に生息するコイ科などの魚が汽水に出ることは少ない。汽水に生息する魚類の大部分は海水魚の内、淡水への耐性を持つようになったものである。特に亜熱帯・熱帯域（特に東南アジアやアマゾン川河口など）や、温帯域でも暖流の影響を強く受ける地域（日本の九州や四国、本州の紀伊半島など）では記録される種数が多い。
汽水域への侵入の程度は種によって様々である。主として海水域に生息し、汽水域にも侵入するもの（偶来魚）、幼魚の時期のみ汽水域で生活するもの（両側回遊）、汽水域を主たる生息地とするもの（周縁性淡水魚）、完全な淡水域まで侵入するもの（広塩域魚・二次性淡水魚）など様々である。図鑑的には通例として淡水魚類図鑑に掲載される。

## 飼育
水槽で汽水魚を飼育する場合には、水道水に人工海水のもとを、海水の二分の一から四分の一程度の濃度になるように加える。熱帯魚として扱われているものでは、汽水産のものは淡水魚として扱われていることが多い。ゆっくりとならせば純淡水でも飼育可能なものも多いが塩分を一切含まない淡水で飼育すると長生きしないものが多いので、やはり汽水で飼育することが望ましい。